# Carl Christian Emil Engelbrecht
Carl Christian Emil Engelbrecht (Juel) (1. februar 1833 – 6. juni 1913) var en dansk officer.
Han var søn af forpagter Carl Johan Juel (Engelbrecht) (1800-1881). Engelbrecht blev sekondløjtnant 1850, premierløjtnant 1863, ritmester 1872, oberstløjtnant 1883 og oberst 1886. Han var formand i Remontekommissionen 1887-95, blev generalmajor og generalinspektør for rytteriet 1895 og fik afsked fra Hæren 1903. Engelbrecht var Kommandør af 1. grad af Dannebrogordenen, Dannebrogsmand og dekoreret med udenlandske ordener.
Han var fader til Frederik Carl Johannes Engelbrecht Juel og Carl Julius Engelbrecht Juel, som i 1915 fik kongelig konfirmation på at tilhøre adelsslægten Juel.